# Bugøynes

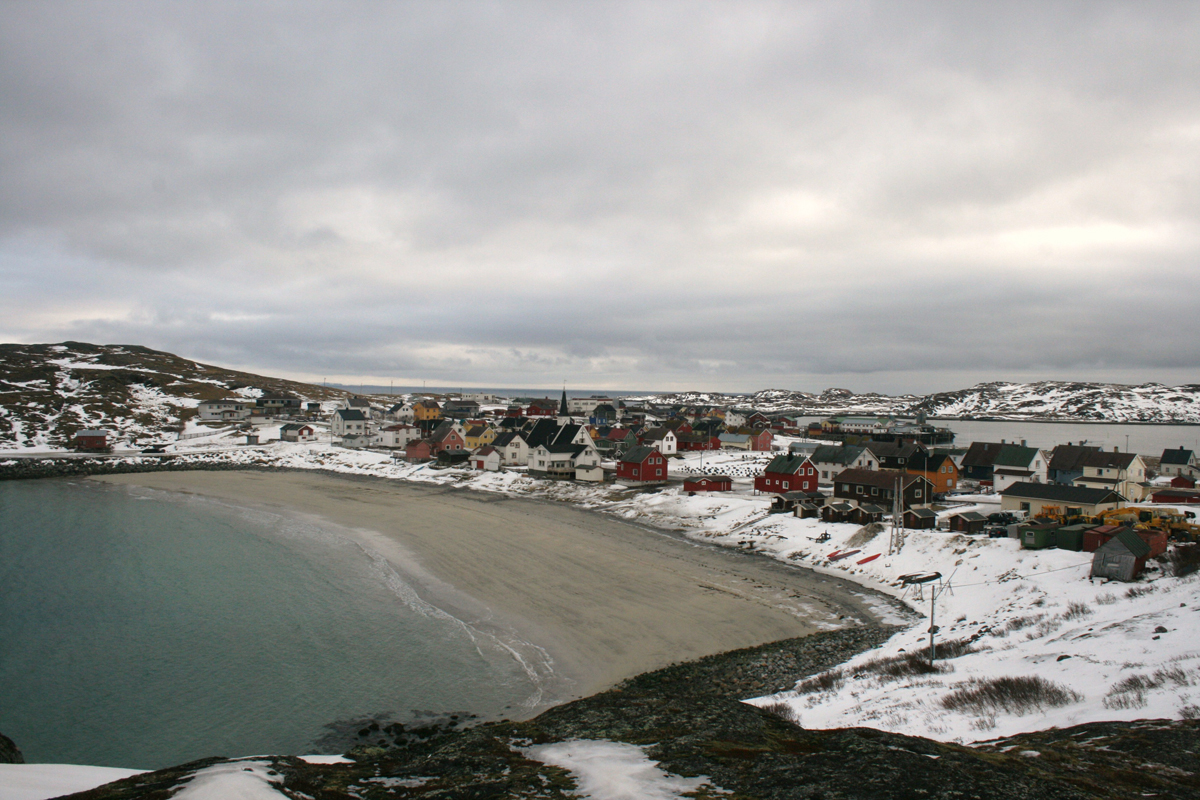
Bugøynes

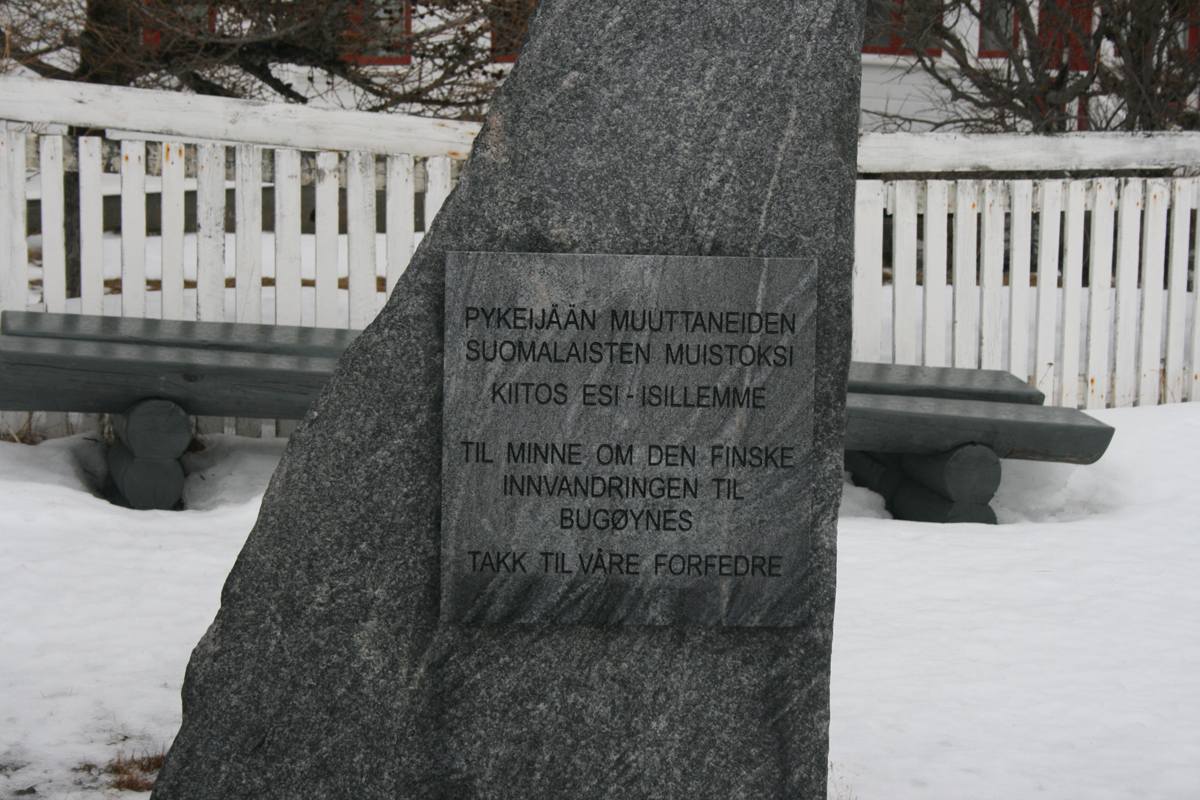
Minnesaten över den finska invandringen till Bugøynes

Bugøynes (kvänska: Pykeijä, nordsamiska: Buođgaidnjárga) är ett fiskeläge i Sør-Varangers kommun i Finnmark fylke i norra Norge.
Bugøynes ligger vid Varangerfjorden, en stor vik av Barents hav, nära gränsen till Ryssland.  På en handritad Finnmarkskarta från 1689 finns antecknat att ön "Bugge-Øe" är det längst bort belägna ställe som bebos av norrmän. På grund av oro i Finland och svåra levnadsförhållanden under 1800-talets senare hälft utvandrade människor från norra delarna av Finska Lappland till bland annat ishavskusten. En del kom att bosätta sig och odla upp mark i bland annat Bugøynes där finska familjenamn och språk finns kvar - liksom læstadianismen. 
Vägen till Bugøynes, Fylkesvei 8112, byggdes först 1962. Dessförinnan var Bugøynes huvudförbindelse med yttervärlden via staden Vadsø, tvärs över Varangerfjorden. Fiskelägets huvudnäring var fram till början av 1980-talet torskfiske och fiskförädlingsindustri. I samband med att fisket försämrades under 1980-talet gick fiskindustrin i konkurs. Då ingen ville rekonstruera fiskeindustrin satte befolkningen in annons i rikspressen om planer på kollektiv flytt, om någon ville ta emot dem. Det blev en nationell uppslutning för bygden som ledde bland annat till, att den första kommersiella fiskodlingen i Öst-Finnmark anlades.
Sedan början av 2000-talet har den nyligen invandrade kungskrabban gett grunden för ny industri, förutom att krabban lockar turister till gott fiske av stora krabbor.

## Undgick tvångsevakuering och bränning 1944
Bugøynes är ett av de få lite större samhällen i Finnmark, som undgick tvångsevakuering och att brännas ned av den tyska armén vid dess reträtt hösten 1944. Det finns två versioner till varför bygden undgick förödelsen. Den ena är att den tyske befälhavaren Peter Paul Flach kom överens med befolkningen om transport över fjorden för sig och manskapet och sparade därför bygden. Den andra är att Flach och hans trupp efter att ha sprängt de militära anläggningarna enligt order hade lämnat Bugøynes när ordern kom att Finnmark skulle brännas. I vilket fall, när Flach 15 år senare inviterades och besökte området 1961 välkomnades han varmt och hjärtligt av de boende.
Fiskeläget präglas av tät låg trähusbebyggelse från förkrigstiden. Bugøynes kapell invigdes 1989.
Lassihuset är en köpmangård från 1850-talet, som har flyttats dit från Vadsø. Det är idag ett lokalt museum samt kulturhus med bibliotek. Pleymkajen från 1800-talet har nyligen restaurerats och har ett museum som visar äldre kustkultur. Bägge museerna förvaltas av Grenselandmuseet, en del av Sør-Varanger museum.

## Bilder

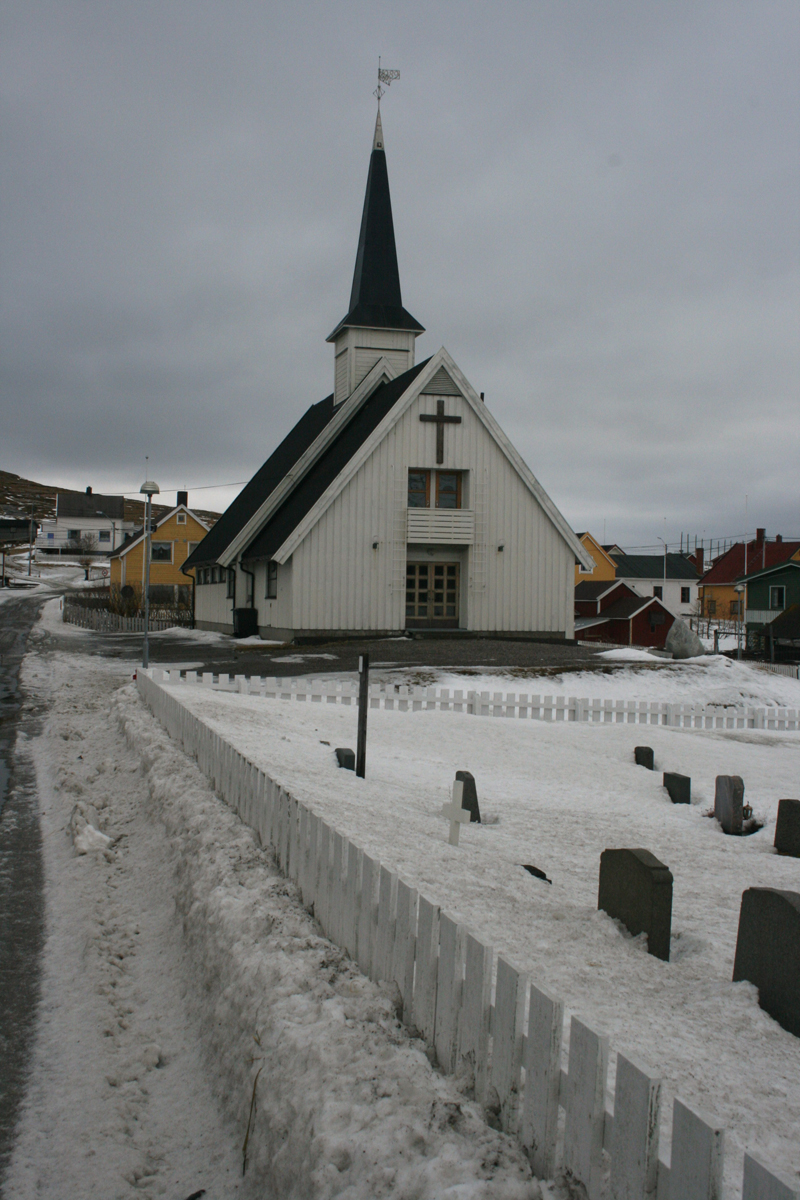
Bugøynes kapell.
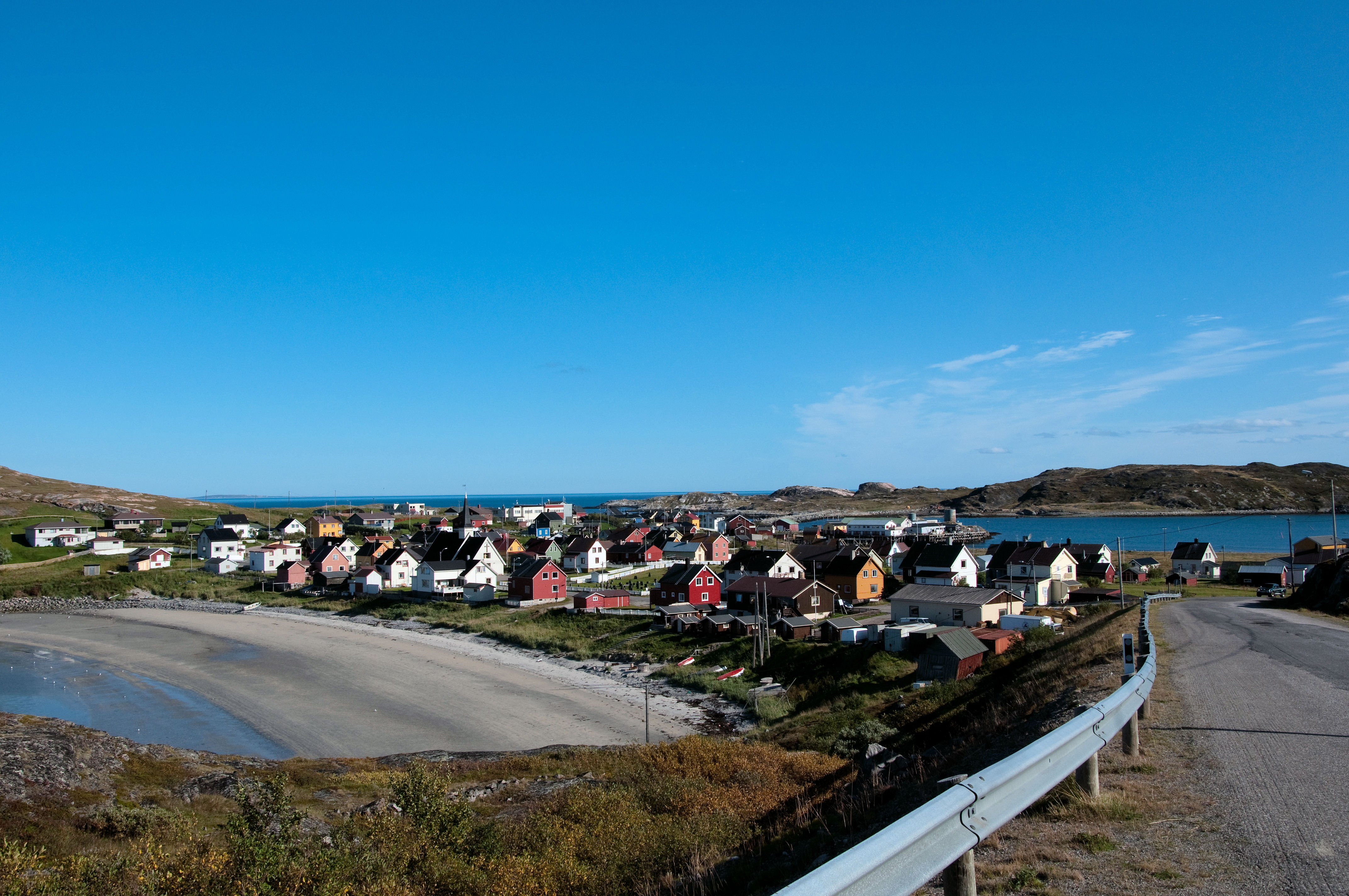
Bugøynes.
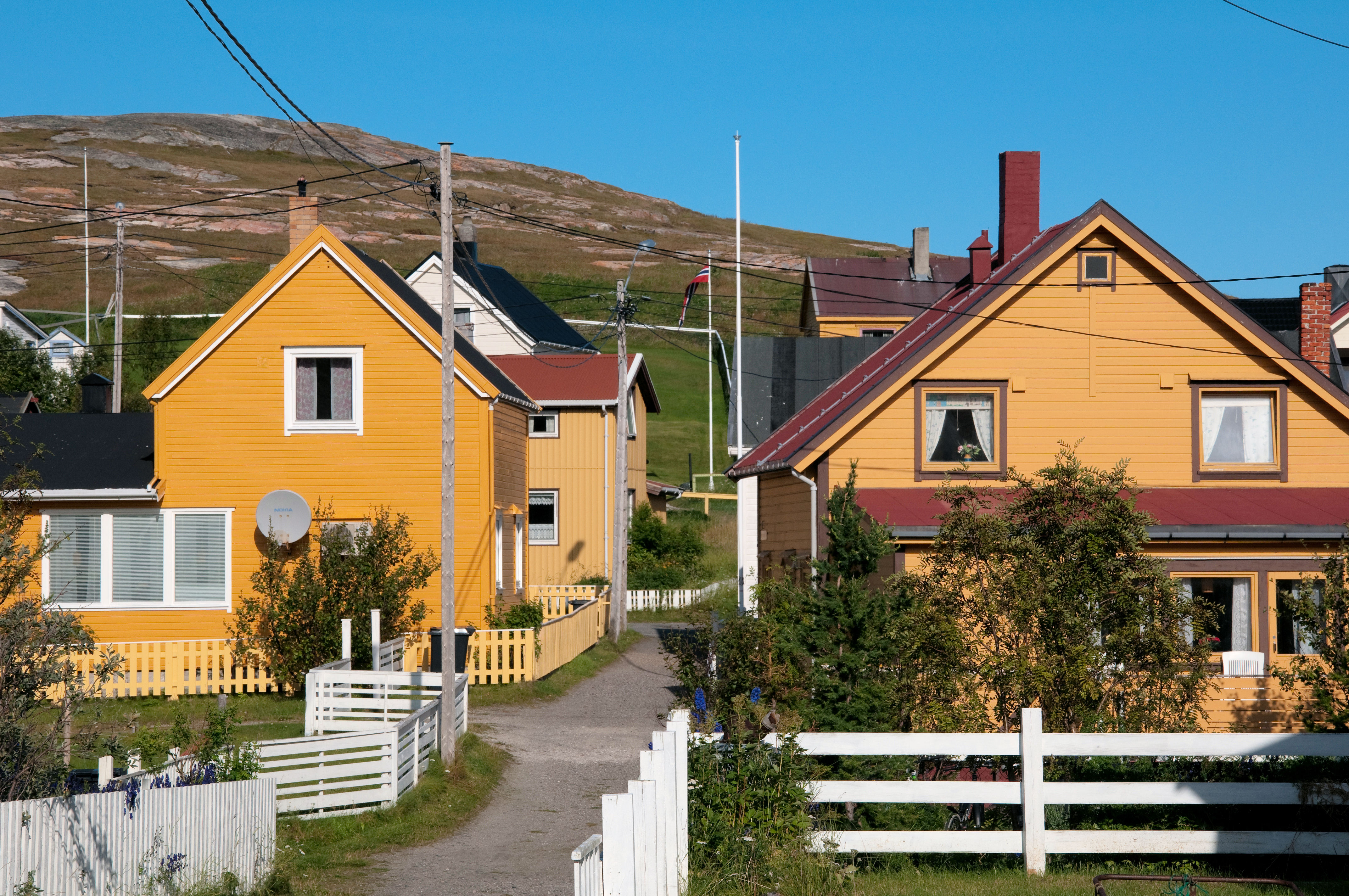
Bygata.